# Economische stabiliteit
Economische stabiliteit verwijst naar een afwezigheid van buitensporige schommelingen in de macro-economie. Een economie met een vrij constante groei van het bruto binnenlands product en een lage en stabiele inflatie wordt beschouwd als economisch stabiel. Een economie met frequente grote recessies, een uitgesproken conjunctuur, zeer hoge of variabele inflatie of frequente financiële crisis zou worden beschouwd als economisch instabiel. 